# 山辺豊彦
山辺 豊彦（やまべ とよひこ、1946年 - ）は、日本の構造家（一級建築士・構造設計一級建築士・JSCA建築構造士）。山辺構造設計事務所取締役会長。住宅医協会代表理事、日本建築構造技術者協会 関東甲信越支部 東京サテライト顧問、東京地方裁判所専門委員・調停委員。
石川県出身。木構造の専門家としてトップランナー。著書『ヤマベの木構造』はベストセラーとなっており、木構造の基本を学ぶためのバイブル的存在。

## 経歴
- 1946年 石川県生まれ[4]
- 1969年 法政大学工学部建設工学科建築専攻卒業[4]
- 1969-78年 青木繁研究室[4]
- 1978年- 山辺構造設計事務所[4]
- 1982-97年 法政大学工学部建築学科 非常勤講師[4]
- 2006-08年 千葉大学工学部建築学科 非常勤講師[4]

## 主な作品
- 1991年 JR赤湯駅[4]
- 1993年 つくば市立東小学校[4]
- 1995年 棚倉町立社川小学校、信楽町立図書館[4]
- 1996年- 雨錫寺阿弥陀堂など文化財保存修理[4]
- 2003年 正田醤油本社屋[4]
- 2004年 カリタス学園[4]
- 2005年 伝統型木造実験住宅

## 著書
- 『絵解き住まいを守る耐震性入門』風土社、2006年（監修）[4]
- 『世界で一番やさしい木構造』エクスナレッジ、2008年[4]
- 『渡り腮構造の住宅のつくり方』建築技術、2008年（共著）[4]
- 『ヤマベの木構造』エクスナレッジ、2009年[4]

## 関連書籍
- 「建築知識」2013年3月号
  - 通巻700号記念企画において、丹呉明恭とともに「日本の住宅を変えた50人+α」に選ばれた。
- 『「奇跡」と呼ばれた日本の名作住宅50』エクスナレッジ、2014年
  - 日本の在来軸組工法を解析し、再構築してきた地道な積み重ねが反映された「伝統型木造実験住宅」が「日本の名作住宅50」に選ばれた。
- 『「奇跡」と呼ばれた日本の名作住宅』エクスナレッジ、2021年
  - 「建築知識」2013年3月号 通巻700号記念企画「日本の住宅を変えた50人+α」、『「奇跡」と呼ばれた日本の名作住宅50 』（2014年）を加筆修正のうえ再編集したもの。